# محافظة تشانغنيونغ
محافظة تشانغنيونغ ((هانغل: 창녕군): تشانغنيونغ غون) هي محافظة تقع في مقاطعة غيونغسانغ الجنوبية، كوريا الجنوبية. وبلغ عدد سكانها 63،447 نسمة، عام 2013.

## أعلام
- سونغ هي رم

## وصلات خارجية
- الموقع الإلكتروني لحكومة المحافظة
- محافظة تشانغنيونغ على مشروع الدليل المفتوح